# Sociedade dos Amigos de Portugal
A Sociedade dos Amigos de Portugal (em castelhano:  Sociedad de Amigos de Portugal) foi uma sociedade cultural espanhola constituída em 1922, que tinha como objetivo instituir as relações culturais luso-espanholas.
Originou-se a partir do Touring Club Hispano-Português, uma sociedade fundada a 1905 por iniciativa de Álvaro Figueroa y Torres, 1.º Conde de Romanones, que promoveu o turismo ibérico de Espanha e Portugal a nível internacional, no modelo dos sindicatos de iniciativa, de países como Inglaterra, França e Itália.
Foi constituída formalmente durante a celebração de um encontro no Ateneu de Madrid a 22 de abril de 1922, e era presidida inicialmente por Álvaro Figueroa y Torres, 1.º Conde de Romanones, tendo membros como Antonio López Muñoz, Fernando Sartorius Chacón, Miguel de Unamuno, Alberto Jiménez Fraud, Victoriano García Martí, Cipriano Muñoz y Manzano, Amalio Gimeno y Cabañas, Ramón Gómez de la Serna, Ramiro de Maeztu, Gabriel Maura Gamazo, Fernando Gallego de Chaves Calleja, marquês de Quintanar e Ramón María del Valle-Inclán.
Promoveu atividades culturais como festas, intercâmbios para estudantes e conferências. O marquês de Quintanar também é citado como um dos presidentes do grupo.
Em junho de 1922 foi estabelecida a sua equivalente portuguesa, a Sociedade dos Amigos de Espanha (em castelhano:  Sociedad de Amigos de España).